# سیارک ۳۰۱۳
سیارک ۳۰۱۳ (به انگلیسی: 3013 Dobrovoleva، نامگذاری:1979SD7) سه هزار و سیزدهمین سیارک کشف شده‌است که در ۲۳ سپتامبر ۱۹۷۹ کشف شد.
قدر مطلق سیارک برابر ۱۳٫۳۰ است.